# Krosno Odrzańskie
Krosno Odrzańskie (německy Crossen an der Oder, dolnolužickosrbsky Krosyn) je město ve gmině Krosno Odrzańskie v okrese Krosno Odrzańskie v Lubušském vojvodství na jihozápadě Polska. Stojí u soutoku Odry a Bobru v geomorfologických celcích Dolina Środkowej Odry a Równiną Torzymska.

## Historie
Starověké osídlení na území města je některými badateli ztožňováno s oppidem Lugidunum, jež zmiňuje Klaudios Ptolemaios. Místo Krosno zmiňuje poprvé k roku 1005 kronikář Dětmar z Merseburku.
Významným historickým a dopravním prvkem města je Most Odrzański w Krośnie Odrzańskim, jehož prvotní stavba pochází z roku 1905.
V únoru 1945 město dobyla sovětská armáda, přičemž bylo zničeno asi 65% městské zástavby. V květnu 1945 město převzala polská vláda a došlo k výměně obyvatelstva.

### Významní rodáci
- Christiane Becker-Neumann, německá herečka
- Eduard Seler, německý amerikanista
- Rudolf Pannwitz, německý spisovatel a filozof
- Tomasz Kuszczak, polský fotbalista

## Partnerská města
Schwarzheide, Braniborsko, Německo
 Bremervörde, Dolní Sasko, Německo

## Cyklostezky

### Cyklostezky podél řeky Odry
- Dálková cyklistická trasa Szlak Zielona Odra
- Mezinárodní Cyklistická trasa řeky Odry (Rowerowy Szlak Odry)
- Dálková cyklistická trasa Gubin - Krosno Odrzańskie
- Niebieski szlak Krosno - Laski